# Coseno hiperbólico
El coseno hiperbólico es una función real de variable real {\displaystyle x}, que se designa mediante
{\displaystyle \cosh(x)\;}está definido mediante la fórmula:

{\displaystyle {\rm {cosh}}(x)={\frac {e^{x}+e^{-x}}{2}}}

Su inversa es el argumento coseno hiperbólico de x, esto se denota por {\displaystyle \cosh ^{-1}(x)\;}o bien  {\displaystyle \mathrm {arg} \cosh(x)}.

## Propiedades
- Derivada: {\displaystyle {\frac {d}{dx}}\cosh(x)=\sinh(x)}.
- Relación con el seno hiperbólico: {\displaystyle \cosh ^{2}(x)=1+\sinh ^{2}(x)\;}
- Relación con el coseno: {\displaystyle \cosh(ix)=\cos(x)\;}
- Serie de Maclaurin: {\displaystyle 1+{\frac {x^{2}}{2!}}+{\frac {x^{4}}{4!}}+{\frac {x^{6}}{6!}}+\dots }
- Es una función par: {\displaystyle \cosh(-x)=\cosh(x)\;}